# Rabobank
Rabobank (Coöperatieve Centrale Raiffeisen-Boerenleenbank B.A.) – holenderska spółdzielcza instytucja bankowa, która działa w wielu państwach na świecie. Strukturę Rabobanku tworzy stowarzyszenie regionalnych kas spółdzielczych.
Założony został w 1972 r. w, wyniku połączenia holenderskiego banku spółdzielczego Rabobank Nederland i niemieckiego Raiffeisen Bank.
W 2006 bank zatrudniał 56 000 pracowników.